# Petrská čtvrť
Petrská čtvrť je lokalita na Novém Městě v městské části Praha 1. Nachází se v okolí kostela svatého Petra na Poříčí, v prostoru Dolního Nového Města nedaleko Vltavy, kterému se říkalo Poříčí.

## Vymezení
Původní osada se stal při založením Nového Města v roce 1348 městskou čtvrtí. Čtvrť ohraničují ulice:
- z jihu – Hybernská, Havlíčkova, Na Florenci
- ze západu – Náměstí Republiky, Revoluční, Štefánikův most
- ze severu – nábřeží Ludvíka Svobody
- z východu – Těšnov, Na Florenci.

V centru čtvrtě se nachází Petrské náměstí, na kterém je po rekonstrukci pěší zóna s lavičkami. 

## Historie
Původně zde v osadě na Poříčí žili němečtí kupci, kteří se usazovali podél cesty od vltavského brodu u ostrova Štvanice k staroměstskému tržišti. Ti zde v druhé polovině 12. století vybudovali románský kostel sv. Petra, ale po dokončení Juditina mostu a odklonu obchodní trasy jižněji kostel přenechali roku 1215 německým rytířům, kteří zde založili řádovou komendu a špitál. Zanedlouho se i oni odstěhovali na nedaleké místo uvnitř nově budovaných hradeb Starého Města a u kostela sv. Petra se usadilo špitální bratrstvo křižovníků. I to se však již v polovině 13. století přemístilo k Juditinu mostu a kostel sv. Petra se stal farním. Z románské doby pochází i nedaleký kostelík sv. Klimenta, u něhož bylo v 1. polovině 13. století krátkou dobu sídlo dominikánského řádu. Právě s tímto historickým momentem zřejmě souvisí gotická přestavba kostelíka.
Petrská čtvrť je jednou z oblastí Nového Města, která byla osídlena již před jeho založením v roce 1348 a do novoměstských hradeb pojata s původní uliční sítí a zástavbou. Odlišnost od nově vytyčených širokých rovných ulic a pravidelných parcel Nového Města je v plánu města zřetelná dodnes, neboť stará, živelně vzniklá struktura ulic byla víceméně zachována.
U břehů Vltavy bylo mnoho dílen a mlýnů (koželužny, kartounka atd.), které zanikly regulací vltavských břehu v letech 1915–1917. Na ochranu a propagaci lokality byl založen "Spolek přátel Petrské čtvrti", který má sídlo v Biskupském dvoře 1. V roce 2008 vyšla kniha "Petrská čtvrť dům od domu", která na 400 stranách popisuje historii současných i zaniklých místních staveb.
Dalším charakteristickým rysem oblasti, kterou je dnes zjednodušeně nazývána Petrskou čtvrtí, je blízkost řeky a s tím související hospodářské využití vltavského břehu. Dolní novoměstský úsek břehu a řeky se ještě v minulém století zdaleka nepodobal dnešní úpravě. Především zde ve vltavském řečišti začínalo souostroví, tvořené ostrovy Primátorským, Korunním a Velkými Benátkami (Štvanice), na které pak v Karlíně navazoval ostrov Rohanský a celá romantická spleť ostrůvků drobnějších. Od břehu do řečiště vybíhaly tři řady mlýnů: západně Nové, uprostřed Dolní lodní a východně Helmovské. Mezi nimi při břehu byly koželužny, kartounka a další výrobní provozy. Obytné budovy k nim náležející byly obráceny svými průčelími do Klimentské ulice. Snímky zástavby této ulice z doby kolem roku 1900 ukazují mnoho budov zachovalého renesančního nebo barokního vzhledu, k jejichž kráse přispívaly zadní trakty, které se v bizarních tvarech noří do vltavské hladiny.
Avšak s regulací vltavských břehů v letech 1915 až 1917 nastaly změny. V této době byly odstraněny mlýny, vystavěny nábřežní zdi, slepá ramena mezi ostrovy zasypána a z ostrovů ponechána jen Štvanice. Další demolice v Klimentské a Petrské ulici včetně Petrského náměstí proběhly ve 20. a 30. letech, kdy zde vzniklo mnoho moderních budov obchodních, kancelářských a ministerských.

## Významné ulice
- Biskupská
- Havlíčkova
- Na Poříčí
- Nábřeží Ludvíka Svobody
- Petrská
- V Celnici